# Теребінь
Теребінь (пол. Terebiń) — село в Польщі, у гміні Вербковичі Грубешівського повіту Люблінського воєводства. Населення — 718 осіб (2011). Розташоване на Закерзонні (в історичному Надсянні).

## Історія

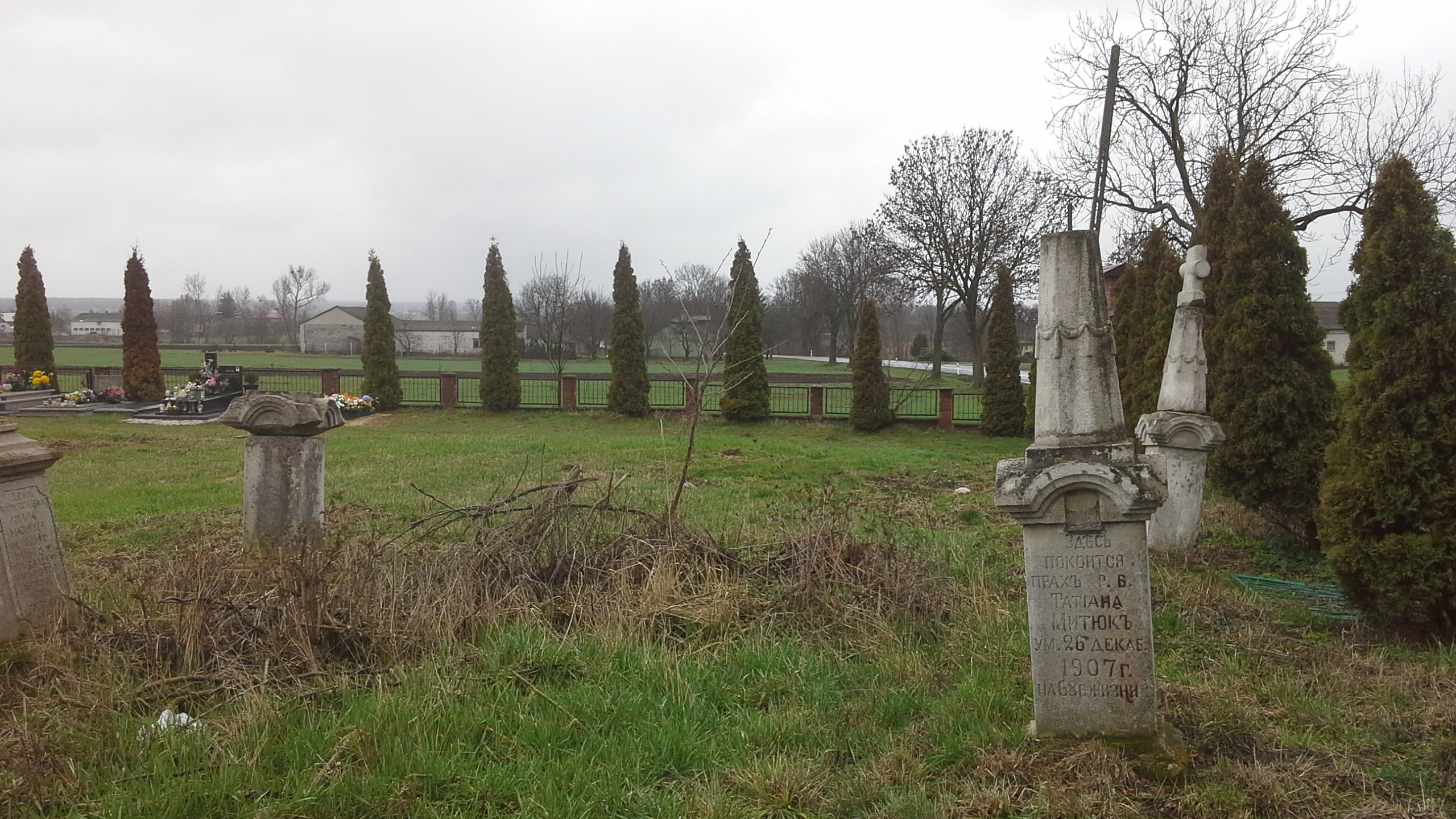
Православний цвинтар

У 1921 році село входило до складу гміни Вербковичі Грубешівського повіту Люблінського воєводства Польської Республіки.

### Знищення українського населення
Уночі з 27 на 28 червня 1942 року замордовано православного священика Івана Панчука та його доньку Євгенію.
29 травня 1944 року було вбито ще трьох осіб — Майського К., Вуйцика І., Юрчука І., 18 грудня 1943 Лавринчука Є., а 31 грудня 1943 року Струня В.

#### Бійня у Теребіні
10 березня 1944 року відділ польського підпілля напав на село та вимордував не менше 15 осіб в тому числі чотирирічну дитину та семеро осіб старшого віку. В цей день загинули: Абрам І., Гащук І., Годлевський А., Голотюк О., Каліщук Є., Каліщук О., Каліщук Сергій, Каліщук Степан, Лагода М., Ничипір А., Подобінська Ю., Степанюк О., Степанюк С., Чернецький (Чарнецький) І.
Через три дні — 13 березня було вбито ще чотири не встановлені особи.

### Операція «Вісла»
16-20 червня 1947 року під час операції «Вісла» польська армія виселила зі села на приєднані до Польщі північно-західні терени 9 українців. У селі залишилося 700 поляків.

### Після війни
У 1975—1998 роках село належало до Замойського воєводства.

## Населення
За даними перепису населення Польщі 1921 року в селі налічувалося 123 будинки та 700 мешканців, з них:
- 335 чоловіків та 365 жінок;
- 639 православних, 36 римо-католиків, 25 юдеїв;
- 288 українців, 401 поляк, 11 євреїв.

За тим же переписом 1921 року на сусідніх однойменних фільварку та колонії було відповідно 3 будинки, 96 жителів (53 римо-католиків і 43 православних, усі записані поляками) та 9 будинків, 64 жителів (усі записані римо-католиками та поляками).
Демографічна структура станом на 31 березня 2011 року:
|          | Загалом | Допрацездатний вік | Працездатний вік | Постпрацездатний вік |
| -------- | ------- | ------------------ | ---------------- | -------------------- |
| Чоловіки | 363     | 74                 | 240              | 49                   |
| Жінки    | 355     | 60                 | 191              | 104                  |
| Разом    | 718     | 134                | 431              | 153                  |

## Устрій
| SIMC    | Nazwa            |
| ------- | ---------------- |
| 0905190 | Борманьче        |
| 0905209 | Березіна         |
| 0905215 | Камінь           |
| 0905221 | Колонія Теребінь |
| 0905238 | Пуланки          |
| 0905244 | Зади             |

## Віра

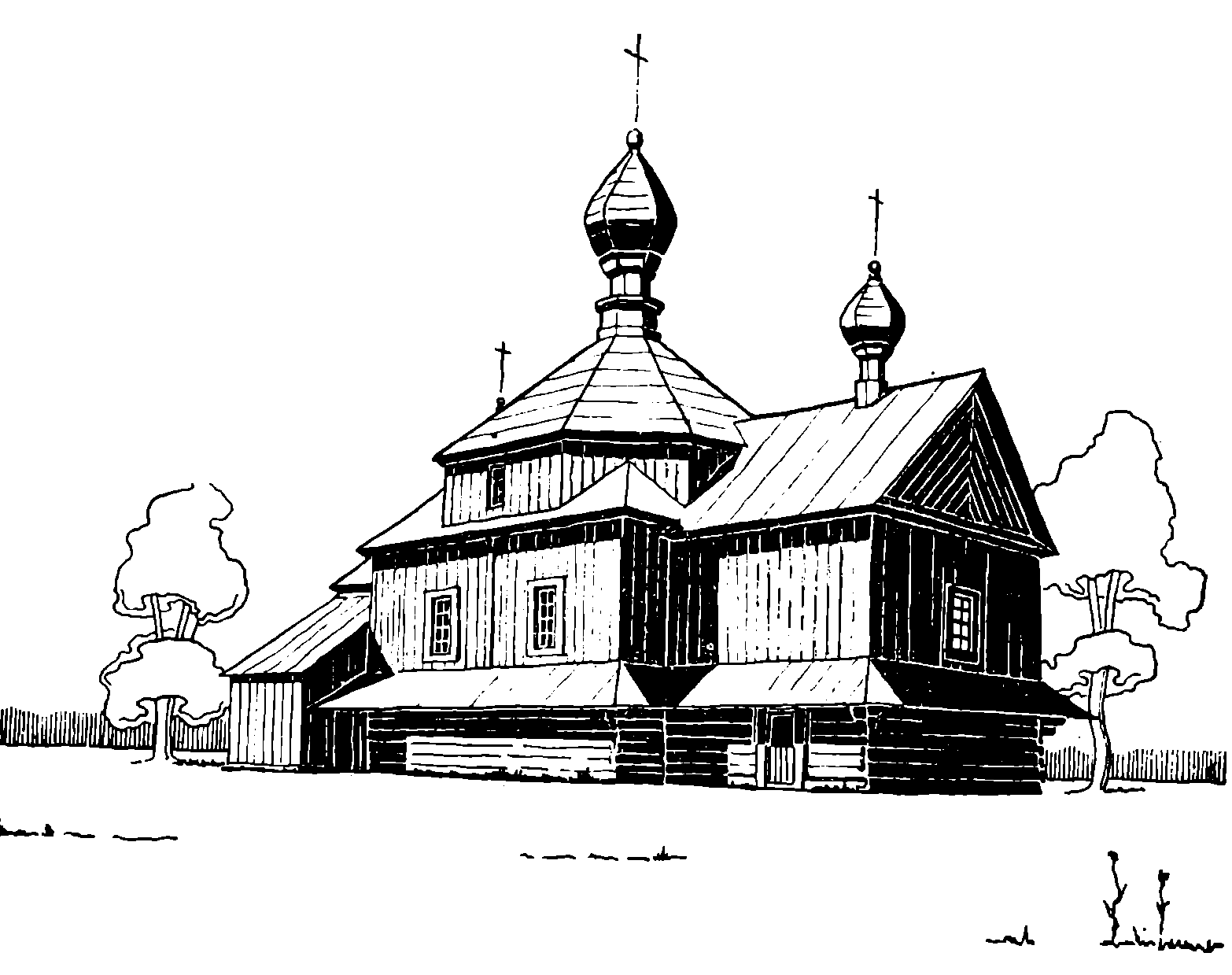
Українська церква у Теребіні, рисунок 1941 року Леоніда Маслова

1564 року вперше згадується православна церква в селі. 1779 року в селі зведена дерев'яна однобанна греко-католицька церква. 1872 року до місцевої греко-католицької парафії належало 822 віряни. 1875 року храм став православним. За російської влади до церкви надбудували невеликі «цибулясті завершення». 1950 року церква переведена на римо-католицький обряд.

## Особистості
- Андрей (Метюк) (1898—1985) — український священик і церковний діяч.